# Mykola Bajan
Mykola Platonovytch Bajan (en ukrainien : Микола Платонович Бажан ; en russe : Николай Платонович Бажан, Nikolaï Platonovitch Bajan) est un écrivain, académicien, traducteur et homme politique ukrainien, né le 26 septembre 1904 à Kamianets-Podilskyï (gouvernement de Podolie, Empire russe) et mort le 23 novembre 1983 à Kiev (RSS d’Ukraine, Union soviétique). Il est inhumé au cimetière Baïkov de Kiev.

## Biographie
Mykola Bajan publie des poèmes dès 1923, puis s'illustre comme reporter lors de la Seconde Guerre mondiale. Il est nommé en 1970 pour le prix Nobel.

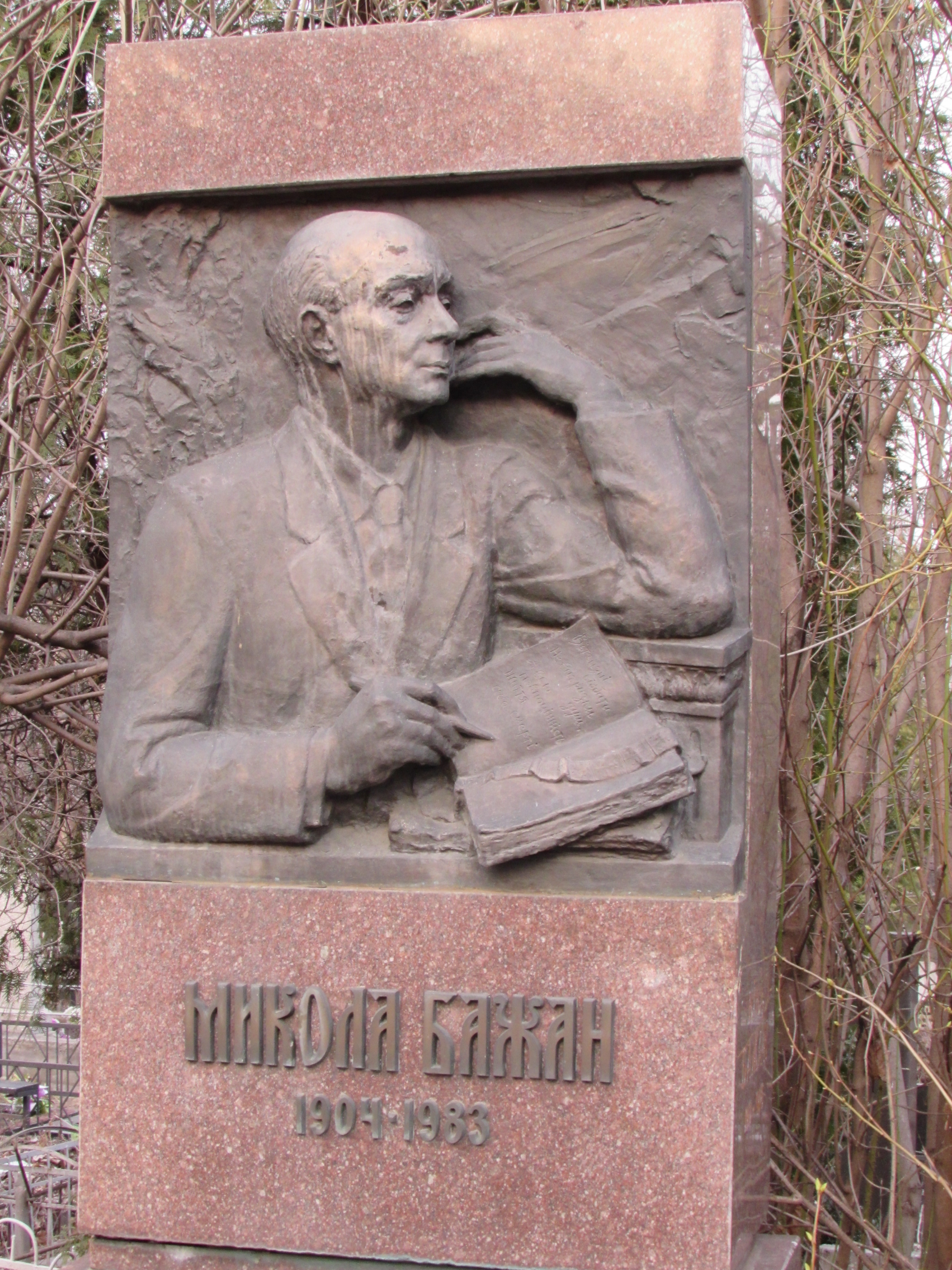
Sépulture classée.

Son appartement fait partie du Musée national de littérature de Kiev.